# Gecina
Gecina (fondata come Groupement pour le Financement de la Construction (GFC)) è un'azienda francese operante nel settore immobiliare.
Essa è stata creata nel gennaio 1959 e nel 1963 è stata quotata alla borsa di Parigi. La GFC nel 1997 acquisisce la Foncina e, dopo aver acquisito altre società (Foncière Vendôme e UIF), il 18 dicembre 1998 cambia nome in Gecina.